# Akaska
Akaska és una població dels Estats Units a l'estat de Dakota del Sud. Segons el cens del 2000 tenia 31 habitants.

## Demografia
Segons el cens del 2000, Akaska tenia 31 habitants, 16 habitatges, i 10 famílies. La densitat de població era de 17,1 habitants per km².
Dels 16 habitatges en un 12,5% hi vivien nens de menys de 18 anys, en un 56,3% hi vivien parelles casades, en un 6,3% dones solteres, i en un 37,5% no eren unitats familiars. En el 37,5% dels habitatges hi vivien persones soles el 6,3% de les quals corresponia a persones de 65 anys o més que vivien soles. El nombre mitjà de persones vivint en cada habitatge era d'1,94 i el nombre mitjà de persones que vivien en cada família era de 2,4.
Per edats la població es repartia de la següent manera: un 12,9% tenia menys de 18 anys, un 9,7% entre 18 i 24, un 6,5% entre 25 i 44, un 51,6% de 45 a 60 i un 19,4% 65 anys o més.
L'edat mediana era de 54 anys. Per cada 100 dones de 18 o més anys hi havia 170 homes.
La renda mediana per habitatge era de 26.250 $ i la renda mediana per família de 26.250 $. Els homes tenien una renda mediana de 22.500 $ mentre que les dones 31.250 $. La renda per capita de la població era de 13.689 $. Entorn del 14,3% de les famílies i el 15,8% de la població estaven per davall del llindar de pobresa.

## Poblacions més properes
El següent diagrama mostra les poblacions més properes.